# Amar sin ser amada

Coperta albumului El Sexto Sentido

Amar Sin Ser Amada / You Know He Never Loved You este primul single al cântăreței mexicane de muzică latino și pop Thalía, extras de pe albumul de studio El sexto sentido din anul 2005.

## Poziții în top
| Țara / topul (2005)                                | Poziția            |
| Amar sin ser amada                                 | Amar sin ser amada |
| -------------------------------------------------- | ------------------ |
| Argentina Top 20                                   | 1                  |
| Spania Pop 30                                      | 1                  |
| Bolivia Top Single-k                               | 1                  |
| Mexic Top 100                                      | 1                  |
| USA – Billboard Hot Latin Tracks                   | 2                  |
| USA – Billboard Latin Pop Airplay                  | 7                  |
| USA – Billboard Latin Tropical Airplay             | 8                  |
| Venezuelai Top 100                                 | 17                 |
| Word Top 30 latin single                           | 2                  |
| Word Top 100 rádió-single                          | 62                 |
| Chile Top single                                   | 1                  |
| Peru Top single                                    | 1                  |
| Columbia Top single                                | 3                  |
| Puerto Rico                                        | 1                  |
| Brazilia Top 100                                   | 23                 |
| România Top 100                                    | 7                  |
| Grecia IFPI Top 50 single                          | 7                  |
| You Know He Never Loved You (versiunea în engleză) |                    |
| Kobe (Japonia) Top 40                              | 40                 |
| Top40-Charts.com Web Top 100                       | 21                 |
| Yahoo! Top 100 Music Videos                        | 18                 |